# Ekaterina Zaharieva
Ekaterina Zaharieva (in bulgaro Екатерина Захариева?; Pazardžik, 8 agosto 1975) è una politica e avvocata bulgara, dal 1° dicembre 2024 Commissaria europea per le start-up, la ricerca e l'innovazione nella II Commissione von der Leyen. In precedenza ha ricoperto gli incarichi di ministra degli esteri della Bulgaria, dal 2017 al 2021, e di ministra della giustizia, dal 2015 al 2017.

## Biografia
Laureata in legge all'Università di Plovdiv, dopo gli studi venne assunta come consulente legale al Ministero dell'Ambiente e dell'Acqua. Dopo essere entrata in politica nel 2009, diviene Ministra dello Sviluppo regionale nel Governo di Rosen Plevneliev. Quando quest'ultimo diventa Presidente della Repubblica di Bulgaria, Zaharieva assume per alcuni mesi del 2013 la carica di Vice Prima Ministra ad interim.